# Hemispingus trifasciatus
Hemispingus trifasciatus là một loài chim trong họ Thraupidae.